# Mohamed Konaté (football, 1992)
Pour les articles homonymes, voir Mohamed Konaté et Konaté.
Ne pas confondre avec Mohamed Konaté, footballeur burkinabé né en 1997.
Mohamed Konaté, né le 20 octobre 1992, est un footballeur international malien qui évolue au poste de défenseur central au CS Chebba.

## Biographie
En championnat national, il a joué dans l’équipe du Djoliba AC puis a été transféré dans le championnat marocain à la Renaissance Berkane où il deviendra défenseur central et aura sa première sélection en équipe nationale. Il joue avec l’équipe nationale du Mali,.

## Statistique en championnat
- 2012-2013:  RS Berkane : 16 matches, 2 buts
- 2013-2014:  RS Berkane : 26 matches, 1 but
- 2014-2015:  RS Berkane : 14 matches, 2 buts
- 2015-2016:  RS Berkane : 26 matches, 3 buts
- 2016-2017:  RS Berkane : 28 matches, 1 but
- 2017-2018:  ES Sahel : 13 matches
- 2018-2019:  ES Sahel : 9 matches, 1 but
- 2019-2020:  ES Sahel : 5 matches
- 2020-2021:  ES Sahel : 10 matches
- 2021-2022:  CS Chebba : 7 matches, 1 but